# Igor Werner
Igor Werner (ur. 22 marca 1974) – niemiecki strongman.
Obecnie jeden z najlepszych niemieckich siłaczy. Mistrz Niemiec Strongman w 2007 r.

## Życiorys
Igor Werner trenuje jako siłacz od 2002 r.
Wziął udział w Drużynowych Mistrzostwach Świata Strongman 2008 i indywidualnych Mistrzostwach Świata Strongman 2008, jednak w obu nie zakwalifikował się do finałów.
Mieszka w mieście Schwäbisch Gmünd, w kraju związkowym Badenia-Wirtembergia.
Wymiary:
- wzrost 185 cm
- waga 130 kg

## Osiągnięcia strongman
- 2002
  - 3. miejsce - Mistrzostwa Niemiec Strongman
- 2007
  - 4. miejsce - Mistrzostwa Europy Centralnej Strongman w Parach 2007
  - 1. miejsce - Mistrzostwa Niemiec Strongman
- 2008
  - 9. miejsce - Liga Mistrzów Strongman 2008: Subotica
  - 2. miejsce - Mistrzostwa Niemiec Strongman
- 2009
  - 1. miejsce - Międzynarodowe Mistrzostwa Niemiec Strongman w Parach[1]